# 馬林斯克區

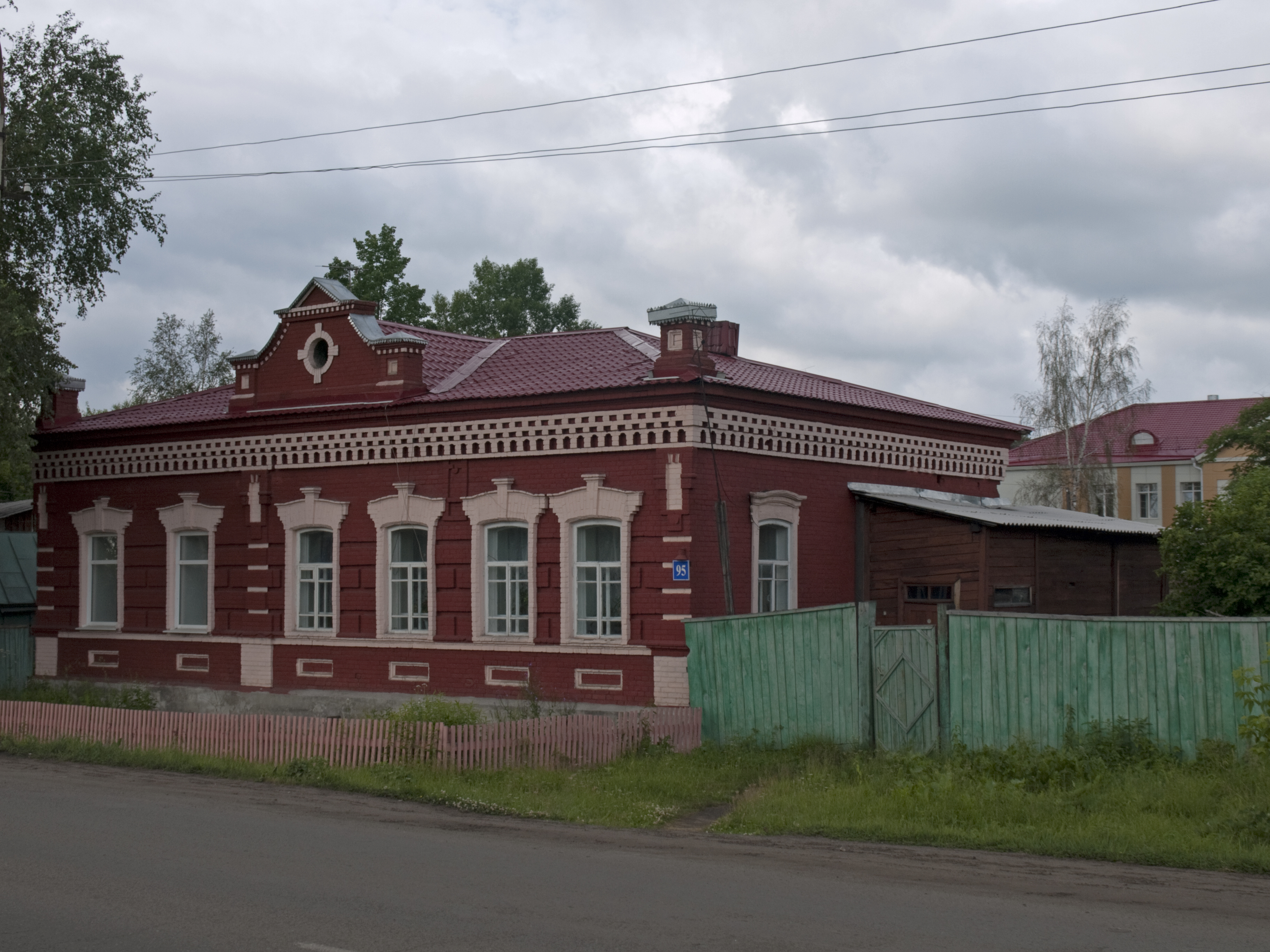

56°23′13″N 87°49′16″E / 56.387°N 87.821°E
馬林斯克區（俄语：Мариинский район），是俄羅斯的一個區，位於該國南部，由科麥羅沃州負責管轄，面積5,607平方公里，2010年該區人口17,285，人口密度每平方公里3.08人。